# Albert Kesselring
Albert Kesselring (Marktsteft, 30 de novembro de 1885 — Bad Nauheim, 16 de julho de 1960) foi um militar alemão durante a Segunda Guerra Mundial, no fim da qual sentenciado à pena de morte por crimes de guerra.
Nascido na Baviera filho de um professor e vereador local, Kesselring foi capitão do exército do Império Alemão durante a Primeira Guerra Mundial. Em 1933, quando Hitler subiu ao poder na Alemanha, Kesselring foi convidado por Göring para o processo de recriação da Luftwaffe, participando da refundação da mesma. Durante a Segunda Guerra Mundial, comandou frotas aéreas da Luftwaffe na invasão da Polônia, Países Baixos, França, União Soviética e na luta em solo africano.
Kesselring consagrar-se-ia mesmo na Itália, entre 1943 e 1944, liderou a defesa contra as tropas aliadas, sendo a mais famosa a defesa da Linha Gustavo. Em março de 1945, recuperado de um acidente de carro que quase tinha lhe tirado a vida, Kesselring recebeu o comando de todo um grupo de exército responsável pela defesa do território alemão diante dos aliados ocidentais. Nos dias finais da guerra, seu comando foi ampliado para abranger as tropas na Itália, Iugoslávia e parte da frente sudeste, mas seu esforço concentrou-se em permitir que o maior número possível de soldados alemães conseguisse se render aos britânicos ou americanos, aos invés dos soviéticos.
Em 8 de maio de 1945 a guerra acabou e Kesselring rendeu-se aos americanos. Levado a julgamento por crimes de guerra pelos britânicos, foi condenado à pena de morte. A pena foi mais tarde comutada para prisão perpétua. Em 1952, com saúde debilitada foi posto em liberdade, e durante seus últimos anos de vida se dedicou-se em um livro de memórias.
Nas décadas seguintes ao final da Segunda Guerra Mundial, Albert Kesselring foi virtualmente ignorado pelos historiadores militares. Ora ofuscado pelas divisões Panzer durante a Blitzkrieg de 1940, depois eclipsado por Rommel no Norte da África e, por fim, lutando uma campanha longa e desgastante na Itália, ele foi sempre deixado em segundo plano pelos estudiosos.[carece de fontes?]
Contudo, a partir dos anos 70, sua imagem de militar foi sendo devidamente resgatada de tal modo que, atualmente, Kesselring pode ser facilmente colocado ao lado dos melhores comandantes de Hitler. Isso porque, mesmo de modo discreto, ele conduziu sua carreira de maneira brilhante em três fases: 1) na organização e unificação do Exército alemão após o fim da I Guerra Mundial, ajudando a lançar as bases para sua expansão no Terceiro Reich, 2) depois como um dos fundadores da Luftwaffe e líder de uma Frota Aérea durante as bem sucedidas campanhas da Blitzkrieg e, por fim, 3) como comandante supremo das forças alemãs na Itália, no desenvolvimento de uma das mais notáveis campanhas defensivas da História.[carece de fontes?]
Albert Kesselring nasceu na cidade de Markstelft, Baviera, sul da Alemanha, em 13 de novembro de 1885, filho de um professor e vereador local. Embora sua família não tivesse tradições militares, ele decidiu ingressar na Academia Militar em 1904. Após a conclusão de seu treinamento, em 1906, ele foi aceite como Fahnenjunker no 2º Regimento de Artilharia Leve do Exército da Baviera, então estacionado em Metz, Lorena, parte da França então ocupada pelo Império Alemão.

## Primeira Guerra Mundial
Durante a I Guerra Mundial, com o posto de Hauptmann, Kesselring passaria um bom tempo na frente de combate ocidental - período durante o qual recebeu as Cruzes de Ferro de 2ª e 1ª Classes - até ser transferido para o Estado-Maior Geral, um claro sinal de seu potencial incomum. Ele serviria no quartel-general de uma divisão e, depois, no 2º Corpo de Exército Bávaro, onde permaneceu até o Armistício, em novembro de 1918.

## Entre-Guerras
Nos conturbados meses subseqüentes ao fim da I Guerra Mundial, Kesselring - então servindo como o comandante de um regimento na Baviera - presenciou as várias tentativas dos comunistas de instaurarem um estado revolucionário tal como tinha ocorrido na Rússia. Embora extremamente desgostoso com o fato de ter de combater o seu próprio povo, Kesselring acreditava que o comunismo era um mal muito maior, de modo que participou da repressão aos grupos revolucionários.[carece de fontes?]
Em 1922 Kesselring foi chamado a Berlim para integrar a chamada Heeres leitung (Direção do Exército), sob comando direto do General Hans von Seeckt. A esse departamento cabia organizar e administrar o reduzido exército alemão, limitado pelo Tratado de Versalhes a uma força de cem mil homens - sem artilharia pesada, aviões ou armas químicas. Além disso, estariam sob supervisão direta de uma Comissão Militar de Controle Aliada.[carece de fontes?]
Sob o comando de von Seeckt, o Major Kesselring ajudou a projetar um exército composto de "cem mil oficiais". Esse conceito previa que todos os homens mantidos no Reichswehr deveriam estar aptos a exercerem o papel de líderes (como oficiais e oficiais subalternos) quando uma expansão de sua força fosse permitida. Foi com von Seeckt que Kesselring desenvolveria seu estilo de ser cordial e acessível, ao mesmo tempo em que não cedia um centímetro de suas posições, além de se abastecer por completo de ingerências políticas ou intrigas para promover sua carreira - algo que lhe seria muito útil nos anos seguintes. Foi nessa época que ganhou o apelido de "Albert Risonho".[carece de fontes?]
No período em que permaneceu no Estado-Maior, Kesselring tinha como principal responsabilidade criar uma estrutura de pessoal capacitada para a aquisição de armas modernas destinadas ao futuro exército, envolvendo desde as especificações, passando pela pesquisa, projeto, experimentos de campo, aceitação e, por fim, a elaboração dos contratos de produção e entrega às tropas do equipamento. Depois, ele seria responsável pela desburocratização militar e pela introdução de uma cultura que privilegiava a iniciativa individual dos oficiais. Sua filosofia era a de que "não se pode fazer uma guerra a partir de gabinetes".[carece de fontes?]
Quando Hitler chegou ao poder, em janeiro de 1933, uma de suas primeiras providências foi iniciar o processo de recriar a Força Aérea alemã, ainda em segredo, nomeando o ex-piloto e ás da I Guerra Mundial, Hermann Göring para o Ministério da Aeronáutica. Este, por sua vez, buscou o então Oberst Kesselring para ajudá-lo. Caberia a ele direcionar o investimento de um generoso orçamento na construção de estações, quartéis, pistas e bases da Força Aérea. A fim de ganhar respeito de seus subalternos, Kesselring, então com quase 50 anos de idade, aprendeu a pilotar, recebendo seu brevê de piloto ainda em 1933 (durante a guerra ele freqüentemente pilotava seu próprio avião de ligação, durante visitas ao front). Em 1935 ele foi promovido a Generalmajor.[carece de fontes?]
O reconhecimento pelo desempenho viria em junho de 1936, quando, após a morte em um acidente do General Walter Wever, ele foi indicado para o cargo de Chef der Generalstabes der Luftwaffe (Chefe do Estado Maior da Luftwaffe). Ele permaneceria um ano nessa função, assumindo então o Distrito Aéreo (Luftkreis) 3, em Dresden. Em 1939 tornou-se Comandante em Chefe da Luftflotte 1, então sediada no nordeste da Alemanha. Era com essa unidade que o agora General der Flieger Kesselring estava quando a II Guerra Mundial começou, em setembro de 1939.[carece de fontes?]

## Segunda Guerra Mundial
Durante a campanha polonesa, a Luftflotte 1 atuou em suporte ao Grupo de Exército Norte, sob comando do General Fedor von Bock (1880-1945), cujo papel previa uma arremetida a partir da Prússia Oriental em direção à Varsóvia. Kesselring foi condecorado com a Cruz de Cavaleiro da Cruz de Ferro em 30 de setembro de 1939. Em 12 de janeiro de 1940, Albert Kesselring assumiu o comando da Luftflotte 2 com a qual, mais uma vez, atuou em parceria com von Bock durante a Blitzkrieg contra a Holanda, Bélgica e França, na primavera de 1940.[carece de fontes?]
Sua frota aérea era composta de cinco grupos de aviões de combate, bombardeiros de mergulho e horizontais e caças, além de unidades de bateria antiaérea e pára-quedistas, sob as ordens do General Kurt Student. Mais uma vez, a estratégia foi executada impecavelmente, garantindo às forças alemãs, a superioridade aérea e apoio onde necessário resultando na capitulação da Holanda em cinco dias e na antológica tomada do forte belga de Eben Emael pelos Fallschirmjägers de Student.[carece de fontes?]
O resultado foi que, no final de junho de 1940, os aliados haviam sido varridos da Europa, a França havia se rendido e a Inglaterra estava só para enfrentar Hitler.
Em razão de seu espetacular comando, Kesselring foi promovido ao posto de Generalfeldmarschall por Hitler em 19 de julho de 1940. A partir de então caberia a ele comandar a Luftflotte 2 durante toda a Batalha da Inglaterra. Para ele o fracasso desse tipo de campanha - quando coube à Luftwaffe a tentativa de subjugar pelo ar os ingleses - repousou unicamente no fato de Hitler não ter a capacidade de perceber que a força aérea germânica não fora concebida para esse tipo de operação.[carece de fontes?]
No início de 1941, ele transferiu seu quartel-general para a Polônia em preparação para invasão da URSS que efetivamente começou em 22 de junho de 1941. Apoiando, pela terceira vez, o poderoso Grupo de Exércitos do Centro de von Bock, os aviões de Kesselring destruíram nada menos que 2 500 aeronaves nos primeiros dias. Em julho, o Grupo de Exército do Centro havia feito 330 000 prisioneiros, além de ter tomado 2 500 tanques e 1 500 canhões em Minsk e Bialystock. No final de outubro, eles capturaram o incrível número de 650 000 homens em Vyazma, a 220 km de Moscou.[carece de fontes?]
Mas Kesselring não permaneceria muito tempo na URSS. Condecorado com as Folhas de Carvalho da Cruz de Cavaleiro em 25.02.1942 (o 72º soldado a receber essa honraria), ele foi transferido, junto com sua Luftflotte para o Norte da África e Mediterrâneo em março daquele ano, tornando-se Comandante Supremo da Wehrmacht naquela região. Lá ele rapidamente conquistou a confiança e amizade dos italianos (inclusive Mussolini) com seus modos diplomáticos e amistosos. Já sua relação com o lendário General der Panzertruppe Erwin Rommel - a "Raposa do Deserto" - as coisas não foram tão calmas.[carece de fontes?]
A relação tempestuosa entre esses dois grandes generais (Rommel só aceitava as ordens de Hitler, muitas vezes ignorando Kesselring) foi fatal para os alemães. Em primeiro lugar, Hitler negou-lhe a chance de tomar a ilha de Malta (o baluarte britânico no Mediterrâneo) através de um ataque aerotransportado e anfíbio - o que seria fatal para o Afrika Korps; em segundo Rommel não lhe deu ouvidos após suas vitórias sobre os ingleses em maio e junho de 1942, quando Kesselring alertou-lhe que um avanço maior era perigoso pois as linhas de suprimento estavam no seu limite. A insistência de Rommel levou ao colapso da logística germânica. De todo modo, em 18 de julho de 1942, Kesselring tornou-se o 18º soldado da Wehrmacht a receber de Hitler as Espadas da Cruz de Cavaleiro.[carece de fontes?]
O Afrika Korps, com uma força de 250 000 homens, rendeu-se em 12 de maio de1943. Um preocupado Kesselring começava a preparar a defesa da península italiana. Agora livre de Rommel - que havia sido chamado de volta à Alemanha em março de 1943 - sua primeira providência foi evitar que outra perda maciça de soldados ocorresse na Sicília. Criando um perímetro defensivo fortemente armado em torno do estreito de Messina, durante seis dias e sete noites de agosto de 1943 cerca de 80 000 soldados alemães e seu valioso equipamento alcançaram a Itália continental. [carece de fontes?]
Mas seria no solo da Itália que Kesselring ganharia sua fama. Entregando o comando da Luftflotte 2 ao General-feldmarschall Wolfram von Richthofen, Kesselring pôde concentrar-se na organização das defesas na península italiana. Para se ter uma ideia do que ocorreria nos dois anos seguintes, quando os americanos desembarcaram na Itália em setembro de 1943, essa era a força aliada que mais próxima estava do território alemão, mas, quando a guerra acabou, em maio de 1945, eram as tropas que mais longe estavam do III Reich.[carece de fontes?]
A campanha na Itália - que foi agravada pela rendição incondicional das forças italianas em 9 de setembro de 1943 - foi conduzida inteiramente pela Wehrmacht e entrou para a História Militar como uma das mais bem sucedidas campanhas defensivas. Kesselring construiria uma sucessão de linhas de defesa que sempre iam do Mar Adriático ao Mediterrâneo, sendo a primeira e mais famosa a linha Gustav, que passava sobre o Monte Cassino.[carece de fontes?]

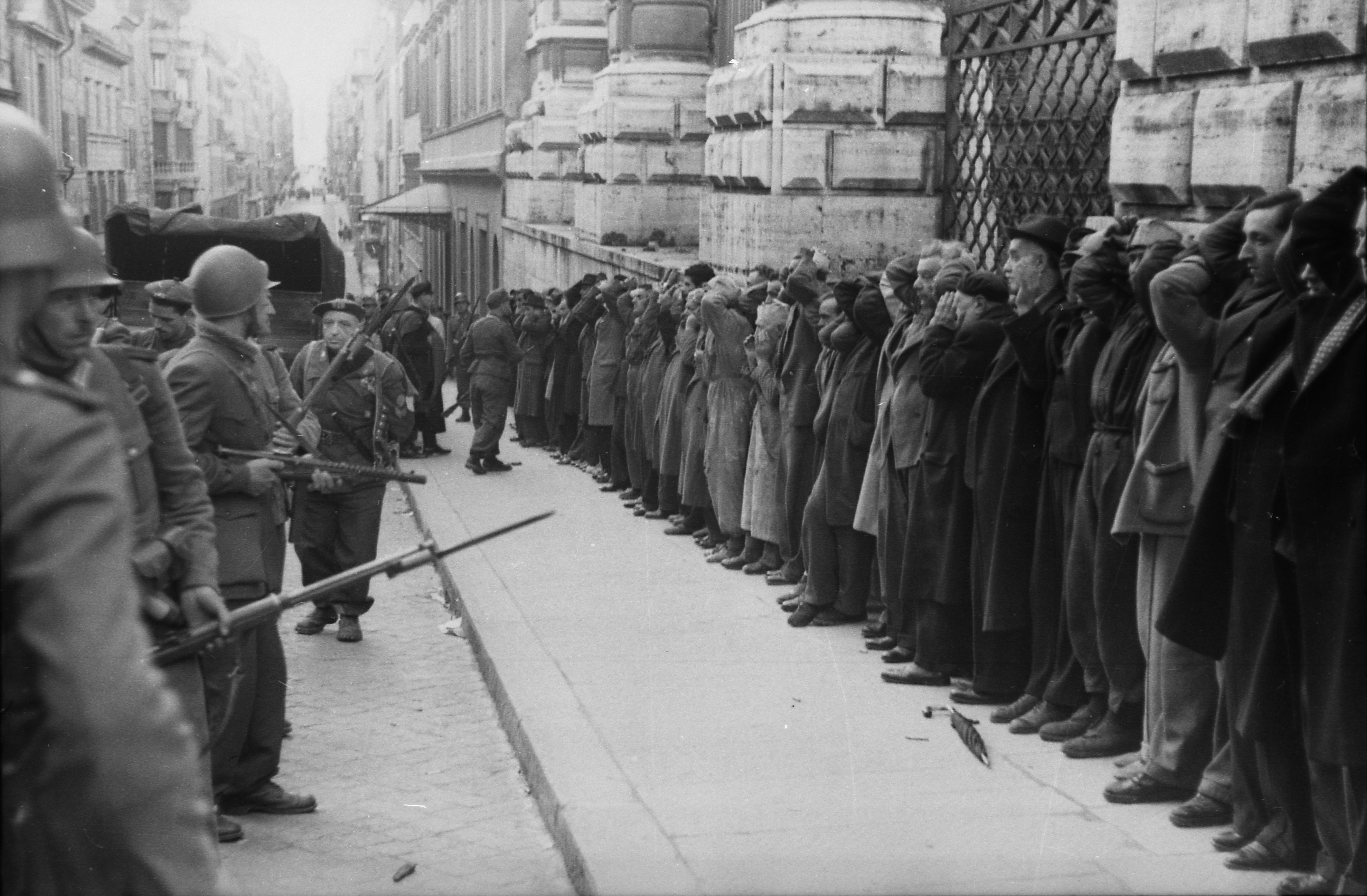
Detenção de civis em frente ao Palazzo Barberini em Roma, por tropas alemãs e italianas, após o ataque na Via Rasella contra uma companhia policial agregada às SS, em 23 de março de 1944. Dos detidos nesta rusga, 335 foram mortos nas caves Ardeatine, com um tiro na cabeça, em retaliação.

 Selvagens batalhas se seguiram por mais de seis meses mas os alemães não cederam. O fato é que em março de 1944, mesmo após os desembarques aliados em Anzio e as três Batalhas de Cassino, Kesselring ainda mantinha a linha Gustav. Contudo, a superioridade aliada começou a se fazer sentir, fato complicado pelos movimentos de resistência italianos, e ele finalmente foi obrigado a recuar no verão de 1944, para a nova linha de defesa, chamada de Linha Gótica cujo ponto de apoio principal era a cidade de Bolonha. Nesse ínterim, ele coordenaria magistralmente a evacuação de Roma, permitindo que essa cidade histórica fosse declarada "cidade aberta" e preservada. Por outro lado, o tesouro do Mosteiro de Monte Cassino (que seria destruído pelos bombardeios Aliados) e várias outras obras de arte foram entregues por ele ao Vaticano.[carece de fontes?]
Em 17 de julho de 1944, o Generalfeldmarshall Kesselring tornou-se o 14º soldado a receber os Brilhantes da Cruz de Cavaleiro da Cruz de Ferro. Os combates prosseguiram violentos no segundo semestre mas, em 23 de outubro de1944, a sorte de "Albert risonho" quase o abandona: em um violento acidente, seu carro colidiu com um caminhão rebocando um canhão e ele sofreu graves ferimentos no rosto e na cabeça. Era o fim de sua participação na Campanha da Itália, pois ele permaneceria em recuperação até março de 1945.[carece de fontes?]
Quando retornou à vida ativa, em Março de 1945, foi para assumir o comando de todo um Grupo de Exército responsável pela defesa do território alemão diante dos aliados ocidentais. Desnecessário dizer que era uma tarefa não só desesperada como impossível. Os aliados já haviam cruzado o Reno e contavam com 85 divisões, enquanto ele dispunha de apenas 51 divisões, muitas reduzidas a apenas 5 000 homens. Nos derradeiros dias, seu comando foi ampliado para abranger as tropas na Itália, Iugoslávia e parte da frente sudeste, mas seu esforço concentrou-se em permitir que o maior número possível de soldados alemães conseguisse se render aos britânicos ou americanos, aos invés dos soviéticos.[carece de fontes?]

## Pós Guerra
Finalmente, em 8 de maio de 1945 a guerra acabou e Kesselring rendeu-se oficialmente ao general americano D. Taylor. Os anos seguintes não foram dos melhores para Kesselring: ele foi levado à Itália para ser julgado por crimes de guerra por um tribunal britânico. O próprio primeiro-ministro britânico Winston Churchill interferiu em favor de Kesselring. Vários apelos - inclusive de antigos inimigos e membros do clero italiano - fez com que a pena fosse comutada para prisão perpétua.[carece de fontes?]

Em 1952, com a saúde debilitada, Kesselring recebeu o indulto e posto em liberdade, vindo a fixar-se em Nanheim (Alemanha Ocidental). Durante seus últimos anos de vida, dedicou-se aos seus hobbies (leitura de clássicos - citava Goethe e lia muito Platão - e colecionava conhaques) e ao seu livro de memórias ("Memórias de Guerra") e manteve sempre seu jeito afável porém firme, vivendo em uma casa às margens de um lago. O Generalfeldmarshall Albert Kesselring faleceu em 16 de julho de 1960, aos 74 anos de idade.[carece de fontes?]